# Деві Крокетт

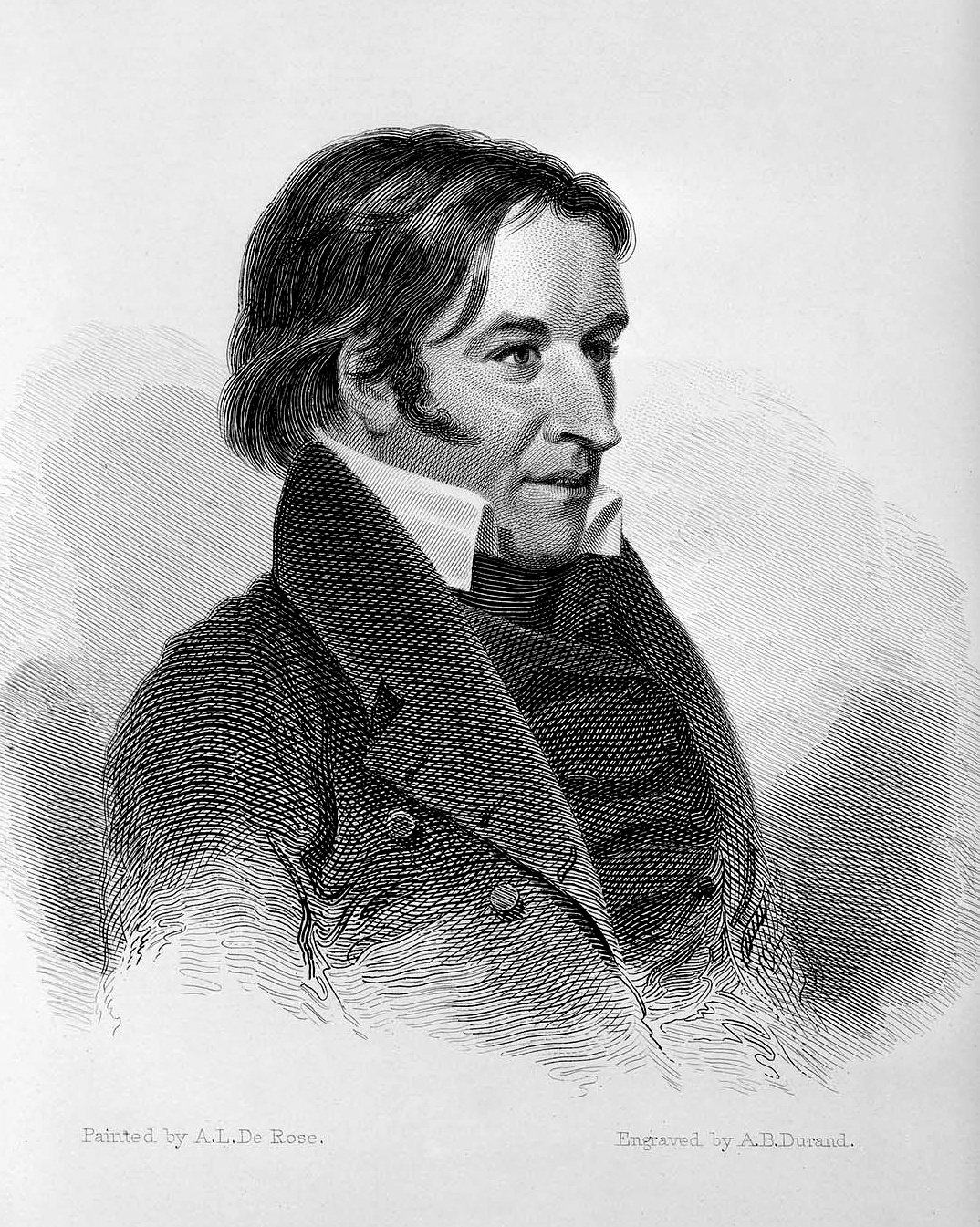
Деві Крокетт

Девід «Деві» Крокет (англ. Davy Crockett, 17 серпня 1786, Лаймстоун, Теннессі — 6 березня 1836, Сан-Антоніо, Техас) — американський політик і військовий герой. Він представляв найзахіднішу частину штату Теннессі в Палаті представників США і загинув під час битви за Аламо або після неї.

## Біографія

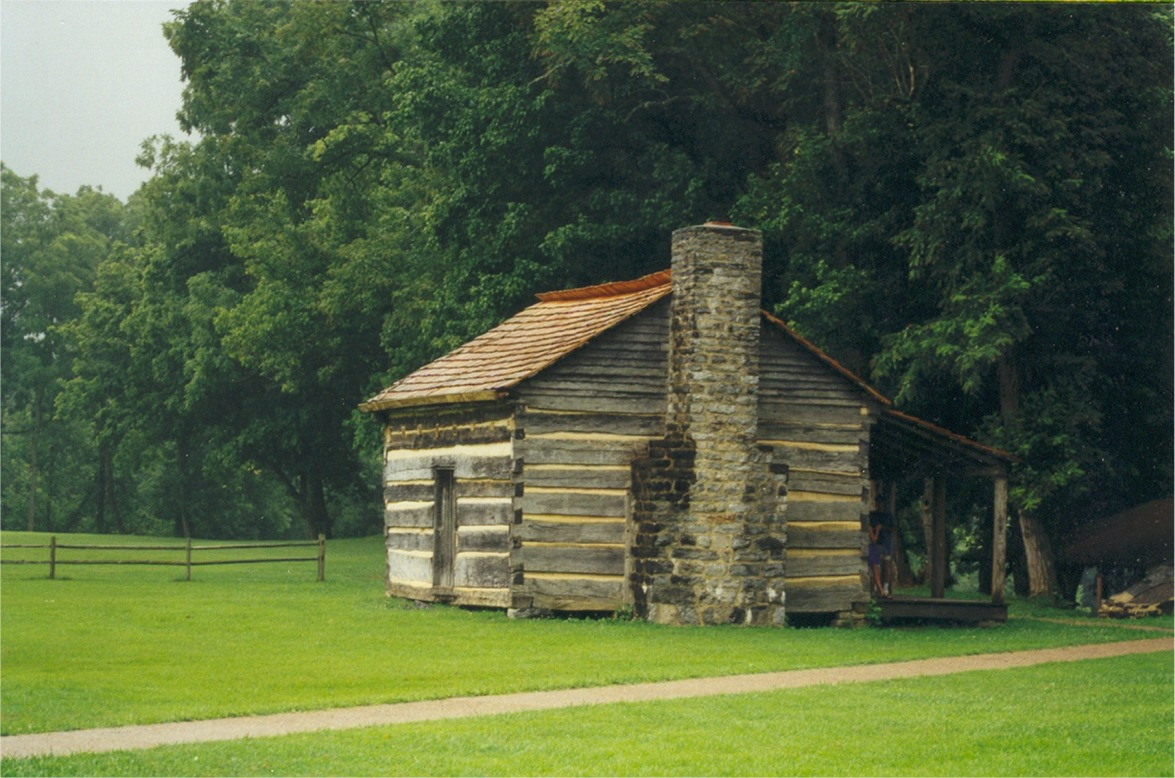
Хатина, у якій народився Деві Крокетт (реконструкція)

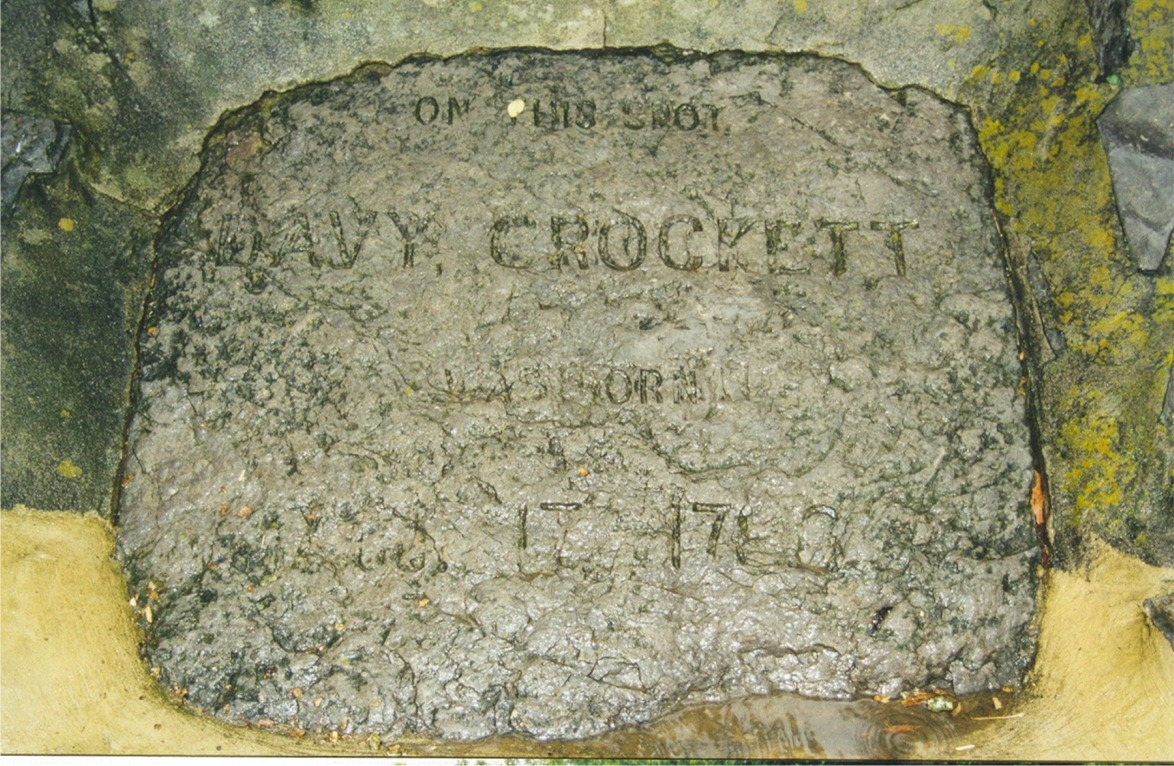
Маркер на місці справжнього народження Деві Крокетта

Девід Крокетт, насправді Девід де Крокетань (фр. Davy de Croquetagne), народився 17 серпня 1786 року в окрузі Грін, у тодішньому штаті Франклін, поблизу сьогоднішнього Роджерсвіля, в нинішньому штаті Теннессі, і виріс у лісах Аппалачів. Він — син Джона Крокетаня, який керував таверною, і був п'ятою дитиною з дев'яти братів і сестер, і не здобув доброї освіти. Крокетти походять з Ірландії, нащадки месьє Антуана де Крокетаня (фр. Antoine De(s)saussure de Croquetagne), гугенотського капітана гвардії Людовика XIV, ім'я якого було англізоване.
Під час Крикської війни (1813—1814 роки), приєднався до міліції штату Теннессі та воював під командуванням Ендрю Джексона (1767—1845). Завдяки своїм військовим заслугам він здобув певну популярність у своїй державі й був обраний мировим суддею, а в 1821 році був обраний до державного законодавства.
Після двох термінів він був обраний депутатом Палати представників США від демократичної партії. Спочатку він підтримував демократів Джексона, але згодом дійшов до розколу з ними і через це програв переобрання у 1830 році.
Через два роки він був переобраний, цього разу представником американської партії вігів. Від імені цієї партії він був потенційним претендентом на пост президента США, як можливий контр-кандидат Мартина ван Бурена, протеже Джексона. У виборах 1834 року Крокетт зазнав поразки. Відмовляючись від політики свого штату, він вимовив відомі слова «Ви всі можете йти до пекла, я їду до Техасу».

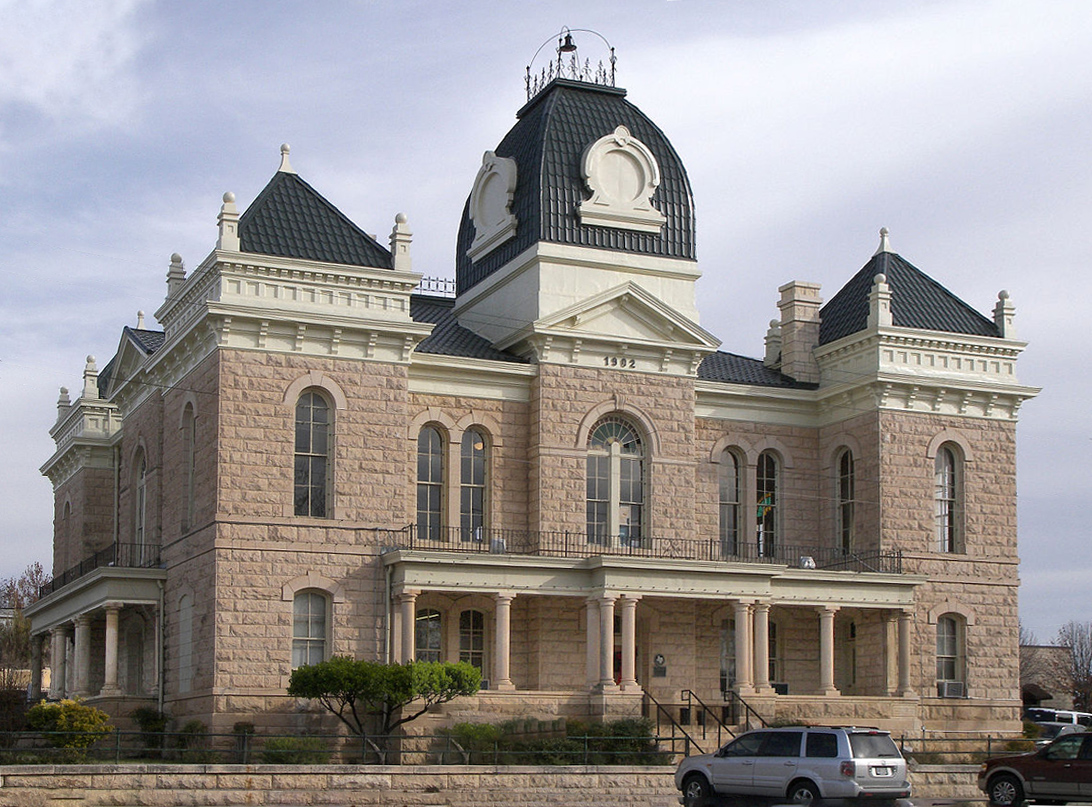
Будівля суду в окрузі Крокетт. Техас

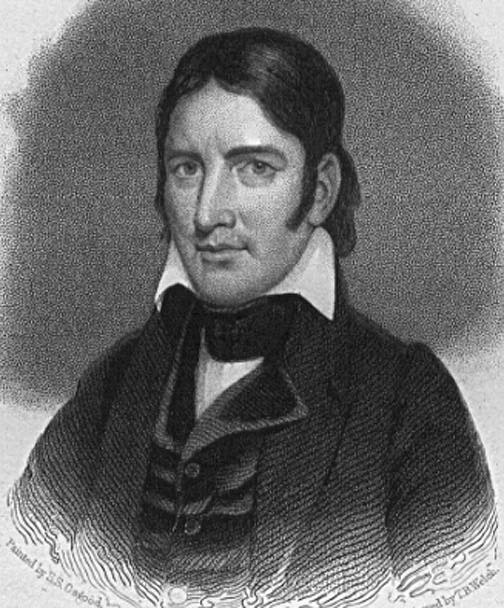
Деві Крокетт. 1850

Переїзд до Техасу в 1835 році був викликаний бажанням відродити свою політичну кар'єру. Разом із групою своїх друзів він приєднався до полковника Вільяма Тревіса та брав участь в обороні Аламо під час облоги лютого та березня 1836 року мексиканськими військами на чолі з Антоніо Лопесом де Санта Анна. Збережений щоденник полковника Тревіса підтверджує надзвичайний героїзм Крокетта.
6 березня 1836 року місію Аламо в Сан-Антоніо здобули мексиканські війська. Обставини смерті Девіда Крокета не зовсім зрозумілі. Популярнішою є версія — про загибель у бою. Деякі джерела, однак, стверджують, що він був одним із п'яти-шести вцілілих захисників, яких захопив Антоніо Лопес і вбив їх (кололи багнетами або розстріляли — описи в цьому відношенні відрізняються).

## Особисте життя
Вдовець Мері Фінлі на прізвисько Поллі (1788—1815), яка народила трьох дітей, він у 1816 році одружився з Елізабет Паттон і мав із нею четверо дітей. Він був масоном.

## Ушанування пам'яті

### Топоніміка
- Крокетт — назва округу (графства) у штаті Техасі, США. Ідентифікатор округу 48105. Округ був заснований у 1875 році, а згодом організований у 1891-му.
- Детальніше дивись →

## Деві Крокетт у мистецтві

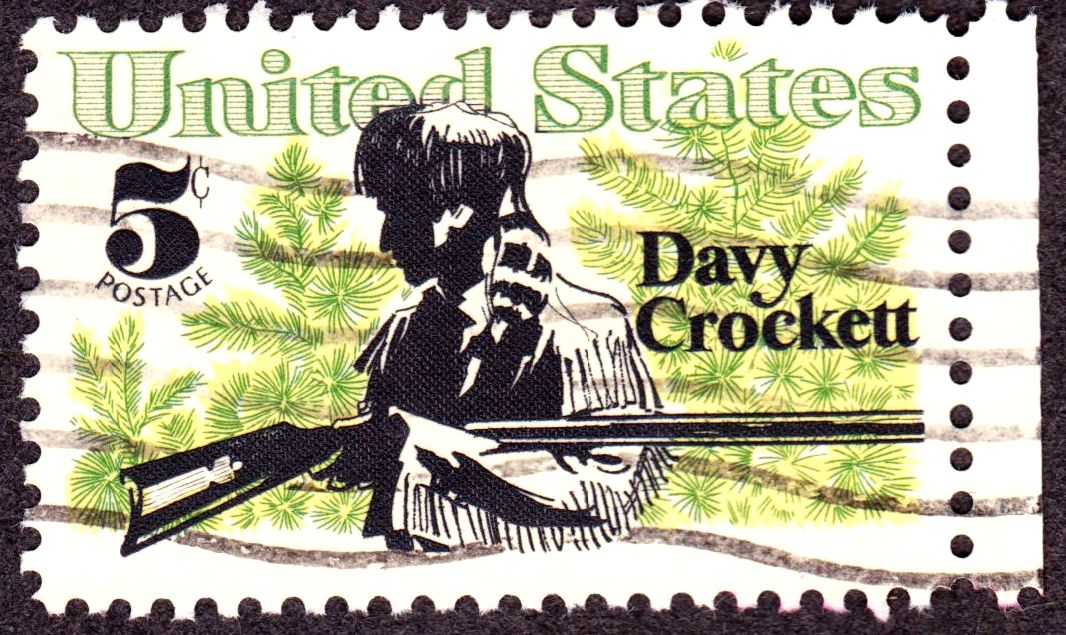
Деві Крокетт
на поштовій марці 1967 року

П'єси та актори, які грали в них роль Деві Крокетта:
- 1872 — «Деві Крокетт»[en] / (Davy Crockett) — актор Френк М. Мейо[en]

### Деві Крокетт у кінематографі

#### Фільми

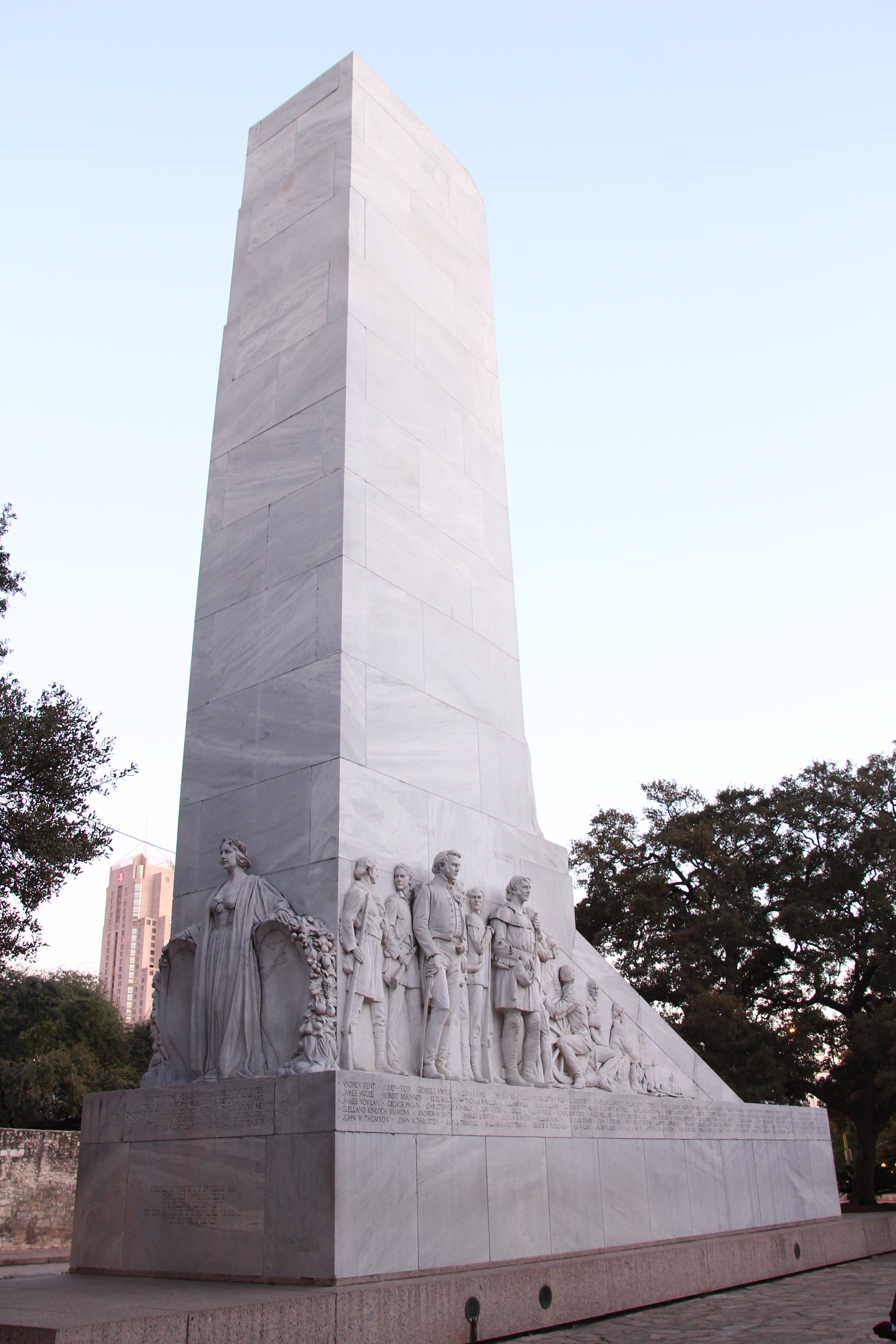
Кенотаф захисників форту Аламо у Сан-Антоніо

Фільми та актори, які грали в них роль полковника Деві Крокетта:
- 1910 — «Деві Крокетт»[en] / (Davy Crockett, німий) — актор Гобарт Босворт[en]
- 1916 — «Деві Крокетт»[en] / (Davy Crockett, німий) — актор Дастін Фарнум[en]

- 1937 — «Герої Аламо»[en] / (Heroes of the Alamo) — актор Лейн Чендлер[en]
- 1960 — «Форт Аламо» / (The Alamo) — актор Джон Вейн
- 2004 — «Форт Аламо» / (The Alamo) — актор Біллі Боб Торнтон

#### Телесеріали
- 1954 — 1954 — «Деві Крокетт»[en] / (Davy Crockett) — актор Фесс Паркер[en]

### Пам'ятники

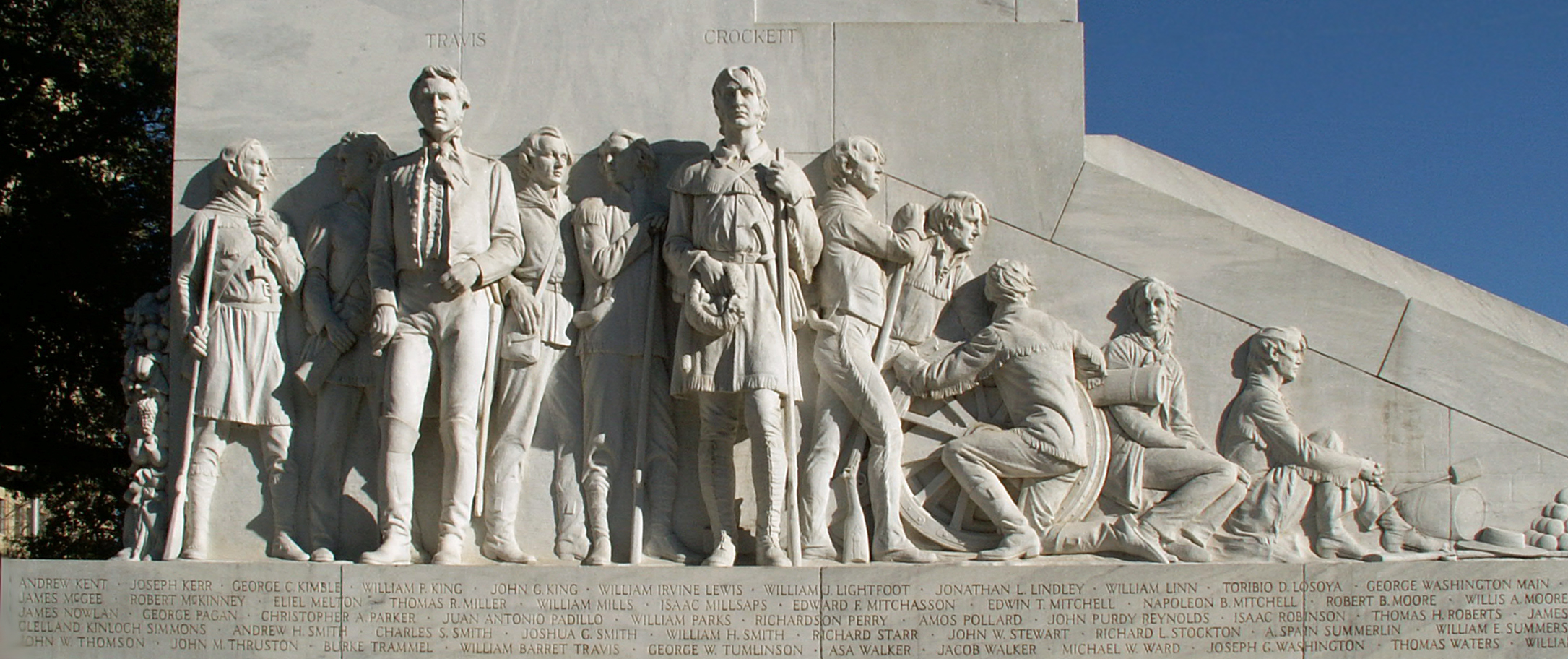
Кенотаф захисників форту Аламо у Сан-Антоніо

- Кенотаф захисників форту Аламо у Сан-Антоніо роботи скульптора Помпео Коппіні[it]. На західній панелі канотафа зображені фігури Крокетта і Вільяма Тревіса з іншими захисниками форту.

- Пам'ятник Деві Крокетта в Озоні, Техас, скульптор Вільям М. Макві.
- Статуя полковника Деві Кроккета на Громадській площі у Лоренсбурзі, штат Теннессі.